# Jane Bidstrup
Jane Bidstrup (* 21. August 1955) ist eine dänische Curlerin. 
Ihr internationales Debüt hatte Bidstrup im bei der Europameisterschaft 1982 in Kirkcaldy, sie blieb aber ohne Medaille. 1986 gewann sie bei der EM in Kopenhagen mit der Bronzemedaille ihr erstes Edelmetall. 
Bidstrup war Ersatzspielerin der dänischen Mannschaft bei den XVIII. Olympischen Winterspielen in Nagano im Curling. Die Mannschaft gewann die olympische Silbermedaille nach einer 5:7-Niederlage im Finale gegen Kanada um Skip Sandra Schmirler.

## Erfolge
- 2. Platz Olympische Winterspiele 1998
- 3. Platz Weltmeisterschaft 1997
- 3. Platz Europameisterschaft 1986